# Michel Vorm
Michel Vorm, né le 20 octobre 1983 à Nieuwegein, est un footballeur international néerlandais qui a évolué au poste de gardien de but.

## Biographie

### Carrière en club
Michel Vorm évoluait au club anglais de Swansea City, transféré du FC Utrecht où il jouait depuis 2003 (période ponctuée par un prêt au FC Den Bosch lors de la saison 2005-2006).
Après trois saisons pleines au pays de Galles et avoir été sélectionné pour la Coupe du monde 2014, il prend la direction avec Ben Davies des Tottenham Hotspur pour une durée de quatre ans. Vorm est libéré par Tottenham à l'issue de son contrat le 30 juin 2019 après avoir joué quarante-sept matchs en cinq ans.
Devancé depuis quelques années par Paulo Gazzaniga et face à l'arrivée de Joe Hart, il n'avait pas été conservé cet été. Vainqueur de la Carabao Cup en 2012/2013 avec Swansea, il était aussi dans l'équipe de Tottenham finaliste de la Ligue des Champions 2018/2019.
Le 14 octobre 2019, Vorm s'engage de nouveau avec Tottenham jusqu'à la fin de la saison à la suite de la grave blessure d'Hugo Lloris pour y être la doublure de Paulo Gazzaniga.
Le 26 octobre 2020, il annonce sa retraite à 37 ans. Le natif de Nieuwegein était libre après six saisons à Tottenham et a décidé de raccrocher les crampons.

### En sélection
Il est sélectionné à quinze reprises en équipe des Pays-Bas entre 2008 et 2017.

## Palmarès

### En club
Michel Vorm remporte la Coupe de la Ligue en 2013 avec Swansea City et est finaliste de la Ligue des champions en 2019 avec Tottenham.

### En sélection
Après avoir remporté le Championnat d'Europe espoirs en 2006 avec les espoirs, il est finaliste de la Coupe du monde en 2010 et troisième de la Coupe du monde en 2014 avec l'équipe première des Pays-Bas.